# Dosadi
Dosadi (titre original : The Dosadi Experiment) est un roman de science-fiction écrit par Frank Herbert. C’est la suite de L'Étoile et le Fouet et le deuxième et dernier livre du cycle des Saboteurs.
Jorj X. McKie, Saboteur Extraordinaire est envoyé en mission spéciale sur la planète Dosadi, dont les habitants ignorent qu’ils font l’objet d’expérimentations ultra-secrètes menées par une caste de dirigeants non humains. Mais voilà, tel est pris qui croyait prendre… Keila Jedrik, habitante de Dosadi qui mène la révolte pour fuir Dosadi et découvrir la vérité, attend Jorj X. McKie.

## Personnages principaux
- Keila Jedrik, humaine
- Fanny Mae, Calibane
- Jorj X. McKie, humain, Saboteur Extraordinaire

## Résumé
Dans l'Univers de la CoSentience, la race extradimensionnelle des Calibans maintient les couloirs S'œils entre les étoiles. Le défaut de ce système est que de grands nombres de voyageurs peuvent potentiellement être détournés et retenus à des fins sinistres.
Jorj X. McKie, Saboteur Extraordinaire, est le seul humain admis au Barreau (corps juridique) des Gowachins, une race extraterrestre puissante, raffinée par certains aspects, brutale par d'autres. La Calibane Fanny Mae le contacte mentalement et lui révèle que ces derniers ont passé un accord avec les Calibans, des générations auparavant, afin de créer une planète-laboratoire pour leurs théories sociales. Dosadi a ainsi été enclose dans un « Mur de Dieu » hermétique au-dessus duquel un satellite en orbite géostationnaire surveille l'expérience. La planète entière est empoisonnée, sauf une vallée étroite où la ville de Chu abrite 89 millions d'êtres dans de révoltantes garennes, tandis que les « Bordures » alentours voient naître et mourir des centaines de millions d'exclus. Chu est une ville violente, dominée par un dictateur et par un système informatique, la « Poldem », qui dispose totalement de la vie et de la mort de chacun ; les diverses hiérarchies font usage de psychotropes pour faciliter leur fonctionnement.
La Liaitrice Principale Keila Jedrik lance une guerre qui doit changer Dosadi à jamais. Jorj se retrouve à ses côtés et vit avec elle une fusion d'ego : ils peuvent ainsi échanger leurs corps et, en profitant d'une brèche dans le contrat des Calibans, franchir le Mur de Dieu. Cela fait, Jorj obtient de la justice Gowachin qu'elle libère les Dosadiens, au grand déplaisir des initiateurs Gowachins du projet qui doivent à présent en affronter les conséquences.

## Place dans leCycle des Saboteurs
- 1958 : Tracer son sillon (en), nouvelle traduite en français par Pierre-Paul Durastanti dans le recueil Le Bureau des sabotages, Le Bélial', 2021 (ISBN 978-2-84344-976-5)
- 1964 : Délicatesses de terroristes (en), nouvelle traduite en français par Dominique Haas dans le recueil Les Prêtres du psi, Pocket, 2006, pp. 155 à 196  (ISBN 2-266-16441-4)
- 1973 : L'Étoile et le Fouet (Whipping Star)
- 1979 : Dosadi (The Dosadi Experiment)